# NDR 1 Radio MV
NDR 1 Radio MV est une station de radio allemande du réseau NDR 1 émettant sur l'état du Mecklembourg-Poméranie-Occidentale, créée en 1992 et appartenant a la Norddeutscher Rundfunk. 
NDR 1 Radio MV diffuse en comparaison avec les autres radios de la NDR avec un profil nettement plus jeune. En 2009, il y avait un mélange de vieux succès des années 1960, 1970 et 1980 et de Schlagers allemands. Entre 2008 et 2011, cette radio a été modernisée extrêmement. Les Schlagers et les vieux succès des années 1960 ont été presque complètement retirés de la programmation.
Aujourd'hui, 50 % des tubes des années 1970 et 1980 et 50 % de musique populaire d'aujourd'hui et des années 1990 sont diffusés à l'antenne.